# Tatianne Cabral
Tatianne Ingrid Pires Cabral (sinh ngày 9 tháng 1 năm 1979) là một cựu cầu thủ bóng rổ của Cabo Verde.